# Камбулат (Дагестан)
Камбулат (ранее Камбулат-Юрт) — кутан Рутульского района, расположенный на территории Бабаюртовского района Дагестана Россия. Входит в Кальялский сельсовет.

## История
Основано как кутан Рутульского района на месте бывшего одноимённого кумыкского хутора. Кумыкское село Камбулат-отар основано во второй половине XIX в. на базе пастбищ Камбулат-отара, принадлежавших джамаату сс. Костек, Темираул (в свое время кутан принадлежал засулакским владетелям Темировым). В 1883 году здесь проживала
51 кумыкская семья. Однако частные наводнения на новом месте вынудили темираульцев и костековцев в начале XX в. покинуть село.
В 1951 году в рамках кампании, развернутой Мир Джафаром Багировым, кусурцы, жившие около сел. Динчи, были депортированы в Дагестан. Азербайджанский исследователь Г.Гейбуллаев пишет, что Кусур «прекратил своё существование в 1951 г.». Большая часть депортированных из Азербайджана кусурцев поселилась на кутане Камбулат, расположенном в Бабаюртовском районе Республики Дагестан.Как рассказывает Омарова Хава (1931 г.р.), проживающая ныне в Камбулате, селение Бехе Гочок в Закатальском районе разрушили в мае 1951 года. Сотрудники милиции на лошадях заезжали во дворы к кусурцам, не давая даже собраться, выгоняли их из домов. Они выкидывали постели, домашнюю утварь и поджигали дома. Разрушали углы домов с помощью больших плугов и далее разбирали их. Кладбище подожгли, надмогильные плиты переломали, только могила «моего дяди» — шейха Хаджи-Махмуда осталась тогда целой. Джамаат села собрался было в мечети, однако, и оттуда их тоже выгнали. Одна часть кусурцев осела после разрушения Бехе Гочока в Чардахе, другая часть — в Тала, третьи обосновались в Динчи, но большинство ушли в горы — в селение Кусур, то есть в метрополию. Выселенные из Цора, вошедшего волей коммунистов в состав Азербайджана, кусурцы ушли сначала в Кусур. Позднее, однако, они вынуждены были переселиться на плоскость. Сначала они обосновались в совхозе им. Султанова в Хасавюртовском районе (сейчас сел. Садовое), далее один год провели в землянках около сел. Качалай в Бабаюртовском районе. В 1953 году кусурцы начали расселяться в местности Камбулат. В то время здесь жилых строений не было, только недалеко от Камбулата жили рыбак по фамилии Редькин и медсестра Ася Лыткина.
Сначала здесь построились около двух-трех десятков семей, но потом место постепенно начало застраиваться. Расположение близ автотрассы Махачкала — Кизляр благоприятно сказывается на развитии населённого пункта, однако отрицательное воздействие оказывает земельный голод камбулатцев — в их распоряжении всего лишь около 450 гектаров, большая часть которых малопригодны для ведения сельского хозяйства.

## Население
| 1889 | 1914 | 1926 | 1939 | 1959 | 1970 | 1989 |
| ---- | ---- | ---- | ---- | ---- | ---- | ---- |
| 236  | ↘26  | ↘17  | ↘11  | ↗76  | ↗100 | ↘2   |
| 2002 |      |      |      |      |      |      |
| ↗600 |      |      |      |      |      |      |

Всего в селении около 150 семей, до 400 избирателей и около 600 жителей. Население на 70 % представлено аварцами из села Кусур Рутульского района.
В 200 м к северу от Камбулата, за речкой начали застраиваться с 2002—2003 гг. на своих прикутанных землях (колхоз им. К. Маркса) жители селения Батлаич Хунзахского района. Сейчас там живёт около 10 семей. Их дети учатся в Камбулатской школе — 6 батлаичских детей из 150 учеников школы.